# Banshun
Banshun (晩春) (en català, Primavera tardana) és una pel·lícula japonesa de Yasujirō Ozu, realitzada l'any 1949. La pel·lícula sovint és considerada com la primera del període creatiu final del director, "el prototip més important del seu treball dels anys cinquanta i seixanta." En la versió de 2012 de l'enquesta de la revista Sight & Sound ("Top 50 Greatest Films of All Time"), publicada pel British Film Institute (BFI), Banshun apareix en el número 15, darrere d'una altra pel·lícula d'Ozu, Tokyo monogatari, que apareix en el número 3.
Aquest tipus de pel·lícules es caracteritzen per, entre d'altres trets, centrar-se exclusivament en històries sobre famílies, durant l'època immediata de la postguerra al Japó, amb una tendència a trames molt simples i l'ús d'una càmera generalment estàtica. Per alguns experts, és la millor pel·lícula d'Ozu, o la pel·lícula definitiva pel que fa a l'enfocament i el llenguatge magistral d'Ozu.

## Sinopsi

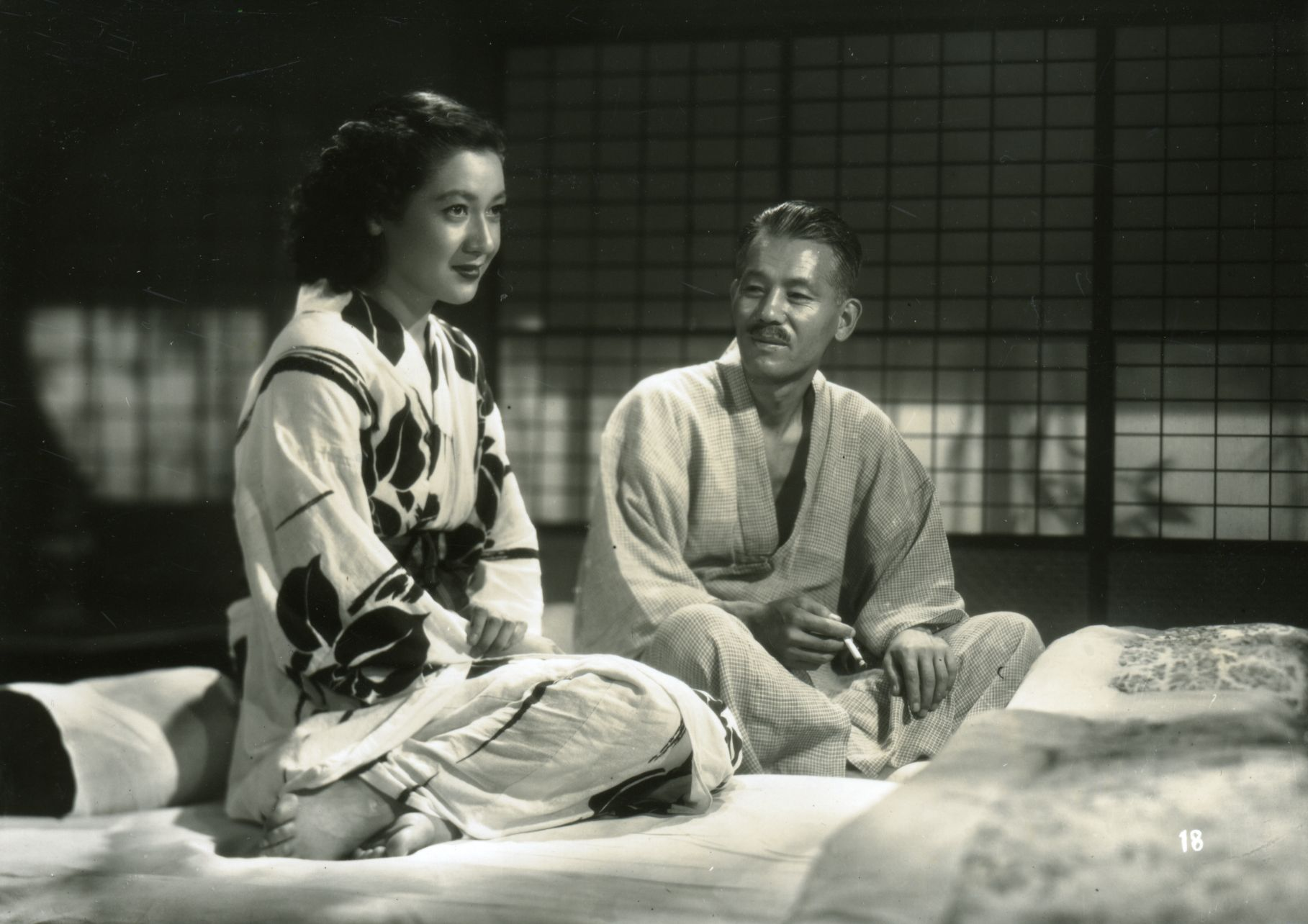
Escena de la pel·lícula amb Setsuko Hara i Chishū Ryū

Noriko és l'única noia de la família Somiya que encara no s'ha casat. Viu, tanmateix, feliç amb el seu pare però aquest últim pensa que és el moment de pensar en el casament. Noriko és reticent a deixar el seu pare sol però acaba per acceptar. Després d'una última estada a Kyoto en companyia de la seva filla, el pare acaba per sentir aquesta solitud que la seva filla havia temut tant.

## Fitxa tècnica
- Títol: Primavera tardana
- Títol secundari: La fi de la primavera
- Títol original: Banshun (晩春)
- Realització: Yasujirō Ozu
- Guió: Kazuo Hirotsu, Kōgo Noda i Yasujirō Ozu
- Fotografia: Yuharu Atsuta
- Muntatge: Yoshiyasu Hamamura.॥॥
- Música: Senji Itō.॥॥
- Societat de producció: Shōchiku
- Llengua: japonès
- Gènere: Drama
- Format: negre i blanc - 1,37 : 1 - mono - 35 mm
- Durada: 108 min.
- Dates d'estrena:  Japó 19 de setembre de 1949[3][7]

## Distribució
- Chishū Ryū: Shukichi Somiya
- Setsuko Hara: Noriko Somiya
- Yumeji Tsukioka: Aya Kitagawa
- Haruko Sugimura: Masa Taguchi
- Hohi Aoki: Katsuyoshi
- Jun Usami: Shuichi Hattori
- Kuniko Miyake: Akiko Miwa
- Masao Mishima: Jo Onodera